# اس‌اس-توتن‌کوپف‌فربانده
اس‌اس-توتنکوف‌ورباند (به آلمانی: SS-Totenkopfverbände یا به اختصار SS-TV؛ به معنای نیروهای «جمجمهٔ مرگ») سازمانی از اس‌اس بود که مسئول اداره اردوگاه‌های کار اجباری و مرگ آلمان نازی به‌شمار می‌رفت. اگرچه توتنکوف (جمجمه) نشان رسمی اس‌اس (Schutzstaffel) بود، این نیروها نیز نشان جمجمهٔ مرگ را بر روی سمت راست یقهٔ لباس نظامی خود داشتند تا از نیروهای Schutzstaffel متمایز شوند.
SS-TV در ابتدا در ۱۹۳۳ به عنوان نیرویی مستقل درون اس‌اس شکل گرفت که درجات و ساختار فرماندهی ویژه خود را داشت. این گروه به اداره اردوگاه‌ها در سطح آلمان و بعدها اروپای اشغالی پرداخت. اردوگاه‌های درون آلمان شامل داخائو، برگن-بلزن، و بوخن‌والد می‌شدند؛ و در دیگر نقاط اروپا نیز شامل اردوگاه‌های آشویتس-برکناو در لهستان اشغالی، ماوتهاوزن در آنشلوس در میان بسیاری دیگر اردوگاه ها؛ و نیز اردوگاه‌های مرگ که در نهایت محرمانگی اداره می‌شدند. نقش اردوگاه‌های پاکسازی، کشتار و ریشه‌کن‌سازی نژادی بود: آن‌ها شامل تربلینکا، سوبیبور، خلمنو، مایدانک و آشویتس می‌شدند. کمک‌یار این نیروها در اجرای «راه حل نهایی» اداره اصلی امنیت رایش به ریاست هاینریش هیملر و اداره اصلی اقتصادی و اجرایی اس‌اس بودند.
با آغاز جنگ جهانی دوم در اروپا، لشکر سوم زرهی اس‌اس توتنکوپف از نیروهای SS-TV شکل گرفت. این لشکر به سرعت به بی‌رحمی شهره شد و در جنایاتی جنگی چون کشتار لو پارادی در ۱۹۴۰ در جریان سقوط فرانسه شرکت پیدا کرد. در جبهه شرقی، تیراندازی‌های گسترده به مردم لهستان و غیرنظامیان شوروی در جریان عملیات بارباروسا کار جوخه‌های مرگ متحرک آینزاتس‌گروپن و زیرگروه‌های آن‌ها با نام آینزاتس‌کماندو بودند که با نظارت هیملر و هایدریش شکل گرفته بودند.

## یادکردها
- Friedländer, Saul (2007). The Years of Extermination: Nazi Germany and the Jews, 1939-1945. HarperCollins. ISBN 978-0-06-019043-9.
- McNab, Chris (2009). The SS: 1923–1945. Amber Books Ltd. ISBN 978-1-906626-49-5.
- Niewyk, Donald L.; Nicosia, Francis R. (2012). USSR and the Einsatzgruppen. The Columbia Guide to the Holocaust. Columbia University Press. ISBN 978-0-231-52878-8.
- Rhodes, Richard (2007). Himmler, Heydrich, and the Einsatzgruppen. Masters of Death: The SS-Einsatzgruppen and the Invention of the Holocaust. Knopf Doubleday Publishing Group. Notes. ISBN 978-0-307-42680-2.
- Sydnor, Charles (1990) [1977]. Soldiers of Destruction: The SS Death's Head Division, 1933–1945. Princeton, NJ: Princeton University Press. ISBN 0-691-00853-1.